# Django tötet leise
Django tötet leise (Originaltitel: Bill il taciturno) ist ein 1967 unter der Regie von Massimo Pupillo, der als Max Hunter fungierte, gedrehter Italowestern. Der preisgünstig produzierte Film wurde im deutschsprachigen Raum am 3. Mai 1968 erstaufgeführt.

## Handlung
Eine Gruppe von Mexikanern überfällt einen Siedlertreck; der zufällig dazustoßende Cowboy Bill kann die junge Frau Linda retten, deren Mann zuvor von Waffenschmuggler Johnson getötet worden war. Zusammen mit ihr gelangt er nach Santa Ana – er ist auf der Suche nach dem Banditen El Santo; genau hier liegt das Hauptquartier von Johnson und seinen Leuten. Der Kampf zwischen den Gesetzlosen und Bill erscheint zunächst ungleich, doch mit einer Reihe von Tricks gelingt es Bill, einen nach dem anderen unschädlich zu machen und somit die Gefahr zu bannen. Dann geht er mit Linda, die bei ihm bleiben will, aus Santa Ana fort.

## Kritik
Christian Keßler urteilt knapp: „Viel ist dieser Film wirklich nicht“. Auch das Lexikon des internationalen Films ist wenig ausführlich und meint: „Serienwestern aus Italien, in den Kampfszenen betont grausam.“ Cinema urteilte knapp: „Leider ideenlos.“ Der Evangelische Film-Beobachter kommt auch zu keiner besseren Einschätzung: „Django nimmt wieder einmal, wie üblich brutal, Rache. Langweilig und schlecht gemachter Italo-Western, uninteressant für jedermann.“

## Bemerkungen
In der italienischen Fassung heißt der Held „Bill“, bekam aber in allen bekannten anderen Sprachfassungen das Django-Etikett aufgestempelt.
Das Filmlied heißt „Chi non è con te“ und wird interpretiert von Anna Rita Spinaci.
Der Film war bis 2013 ab 18 Jahren freigegeben. Durch eine Neuprüfung wurde die Freigabe auf ab 16 Jahren gesenkt.